# Nossa Vibe
Nossa Vibe é o primeiro EP do girl group brasileiro BFF Girls. Foi lançado em 29 de maio de 2019 pela Sony Music.

## Lançamento e promoções

### Singles
"Minha Vibe" foi lançado como primeiro single do EP em 19 de junho de 2019. O vídeo musical teve direção de Mess Santos.
"Flashback" foi lançado como segundo single do EP em 3 de julho de 2019. O vídeo musical também teve direção de Mess Santos.
"Com Você" foi lançado como terceiro e último single do EP em 17 de julho de 2019. O vídeo musical também teve direção de Mess Santos.

### Divulgação
Para divulgar o EP, as BFFS fizeram um pocket show em São Paulo.

## Lista de faixas
Lista de faixas e créditos adaptados do Tidal.
| N.º            | Título         | Compositor(es)                              | Produtor(es)             | Duração |  |
| 1.             | "Flashback"    | Donato Gleyce Degan Umberto Tavares         | Umberto Tavares          | 2:50    |  |
| 2.             | "Com Você"     | Juninho MC Marks Rodrigo Summer Victor Reis | Umberto Tavares          | 3:09    |  |
| 3.             | "Minha Vibe"   | Bruna Mendanha Giulia Nassa Jenner Melo     | Mister Jam Paulo Jeveaux | 3:01    |  |
| Duração total: | Duração total: | Duração total:                              | Duração total:           | 9:01    |  |